# Hygrophorus pustulatus
Hygrophorus  pustulatus (Christian Hendrik Persoon, 1801  ex Elias Magnus Fries, 1838) din încrengătura Basidiomycota, în familia Hygrophoraceae și de genul Hygrophorus este o specie comună de ciuperci comestibile care coabitează, fiind un simbiont micoriza (formează micorize pe rădăcinile arborilor). O denumire populară nu este cunoscută. Buretele se dezvoltă în România, Basarabia și Bucovina de Nord preferat pe sol umed mai mult sau mai puțin acru, dar, de asemenea, pe cel argilos și calcaros, prin păduri de conifere aproape numai sub molizi, ocazional și pe lângă pini, crescând în grupuri, uneori în tufe. Apare de la câmpie la munte din iulie până în noiembrie.

## Taxonomie

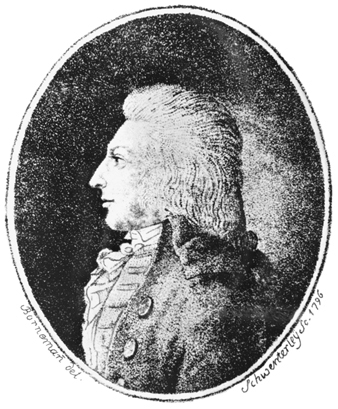
C. H. Persoon

Numele binomial a fost determinat de cunoscutul micolog bur Christian Hendrik Persoon în volumul 1 al operei sale Synopsis methodica Fungorum din 1801 drept Agaricus pustulatus. Apoi, în 1838, renumitul savant Elias Magnus Fries a transferat specia la genul Hygrophorus sub păstrarea epitetului, de verificat în cartea sa Epicrisis systematis mycologici, seu synopsis hymenomycetum, fiind și numele curent valabil (2023).
Sinonim obligatoriu este Limacium pustulatum a botanistului german Paul Kummer din 1871, bazând pe descrierea lui Persoon. Toate celelalte încercări de redenumire și variațiile descrise (vezi infocaseta) sunt acceptate sinonim. 
Epitetul este derivat din cuvântul latin (latină pustulatus=prevăzut cu vezicule, pustule), datorită aspectului în special al piciorului, dar, de asemenea, al centrului pălăriei.

## Descriere

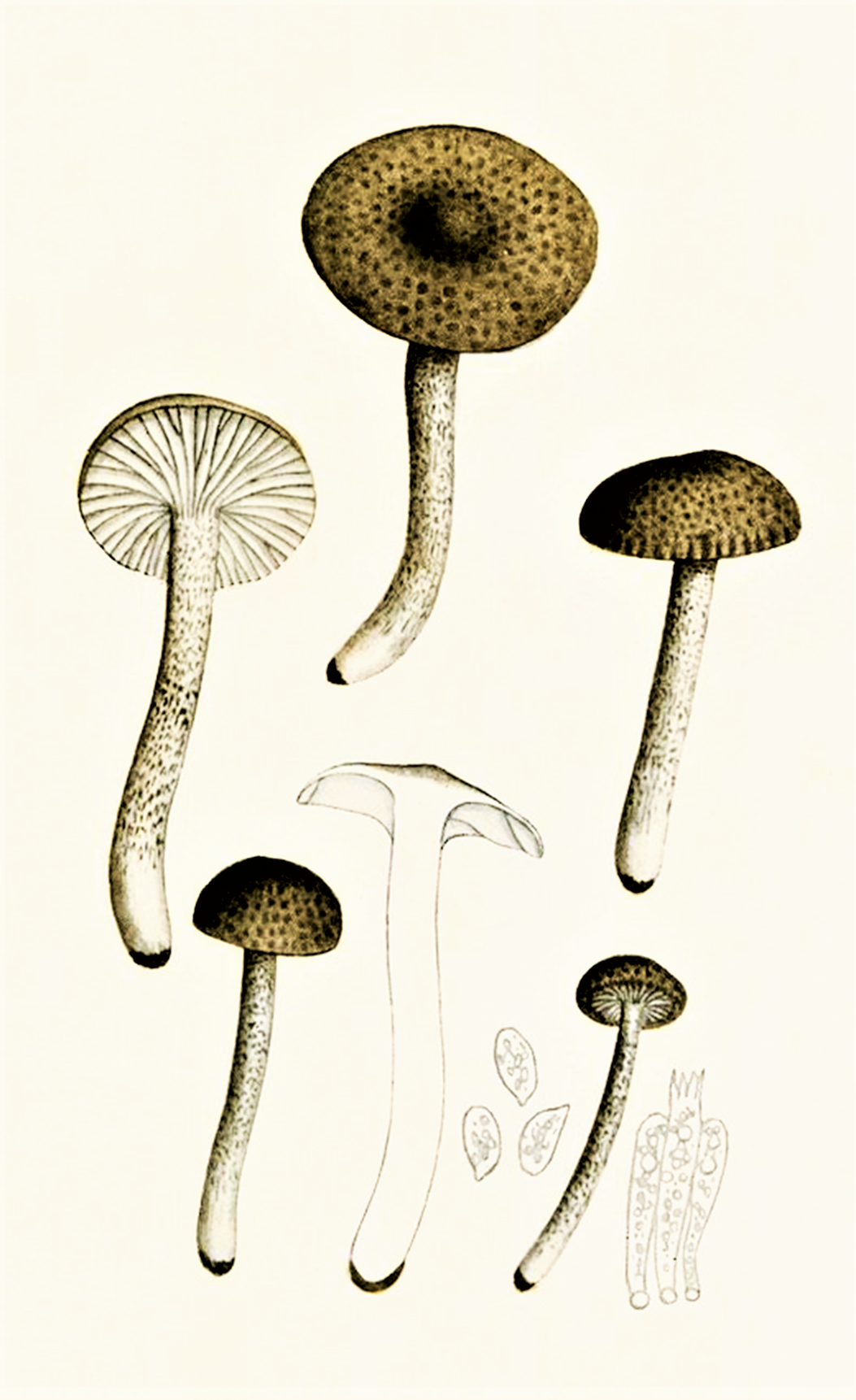
Bres.: Hygrophorus tephroleucus

- Pălăria: destul de robustă și nehigrofană are un diametru de 3-6 (7) cm, este la început boltită semisferic cu marginea răsucită spre interior, apoi convexă până plată, adesea obtuz umbonată, nu rar și cu centrul deprimat și, odată în vârstă, uneori cu crăpături la margine. Cuticula este gri-albicioasă până pal maronie, la margine netedă, spre centru prevăzută cu scvame mici de culoare gri-maronie și în mijloc gri-brună închis, slab pâsloasă cu pustule, fiind în mod normal doar slab lipicioasă, dar la umezeală vâscoasă. Marginea devine la bătrânețe adesea oarecum zimțată.
- Lamelele: sunt ceroase, distanțate, destul de subțiri, arcuite, bifurcate, cu lameluțe intercalate, nervuri transversale la bază și gratii nezimțate, fiind slab decurente la picior. Coloritul este alb, la bătrânețe alb-cenușiu.
- Piciorul: solid, în regulă uscat, are o lungime de 3-6 (7) cm și o lățime de 0,4-0,8 (1,2) cm, este cilindric, uneori îndoit, nu rar subțiat la bază și plin pe dinăuntru. Suprafața albă până la foarte pal gri-maronie este presărată în întregime sau cel puțin în jumătatea superioară cu pustule mici, gri-maronii până la negricioase, formând uneori benzi transversale mai mult sau mai puțin distincte. Nu prezintă un inel.
- Carnea: mai întâi fermă apoi mai moale în pălărie, dar mereu solidă în picior, este albă. Nu se decolorează după tăiere. Mirosul este aproape imperceptibil, iar gustul plăcut și blând.[3][4]
- Caracteristici microscopice: are spori netezi, hialini (translucizi), elipsoidali până alungit ovoidali, uneori în formă de lacrimă, cu un apendice hilar mare și obtuz, măsurând 7-9,5 (10,5) x 4-6 (6,5) microni. Pulberea lor este albă. Basidiile clavate îngust cu 4 sterigme fiecare (uneori cu doar 2 spori) au o dimensiune de (40) 43-(50) 59 x (6) 7,5-9,5 microni. Pileipellis este un ixo-trichoderm de până la 400 µm grosime, alcătuit din hife spâne erecte, zvelte, ramificate, compacte întrețesute dedesubt, destul de libere deasupra, de 2-4,5 µm lățime care sunt hialine sau prezintă un pigment intracelular brun. Stipitipellis (coaja piciorului) este o cutis subțire nelucioasă de hife hialine, late de 3-4,5 µm, cu capete libere împrăștiate. În plus, în multe locuri se pot observa fascicule mari de hife erecte, ramificate înalte de până la 400 µm și late 4-6 µm, cu elemente terminale sub-cilindrice până la sub-clavate de 5-9 µm lățime precum un pigment intracelular brun. Conexiuni cu cleme sunt prezente. Trama himenoforală bilaterală, este formată din elemente cilindrice până la umflate de 40-160 x 4-25 microni. Cistidele (elemente sterile situate în stratul himenal sau printre celulele din pielița pălăriei și a piciorului, probabil cu rol de excreție) lipsesc.[9][10]
- Reacții chimice: se decolorează carnea cu sulfovanilină violet și cu tinctură de Guaiacum încet albastru.[11]

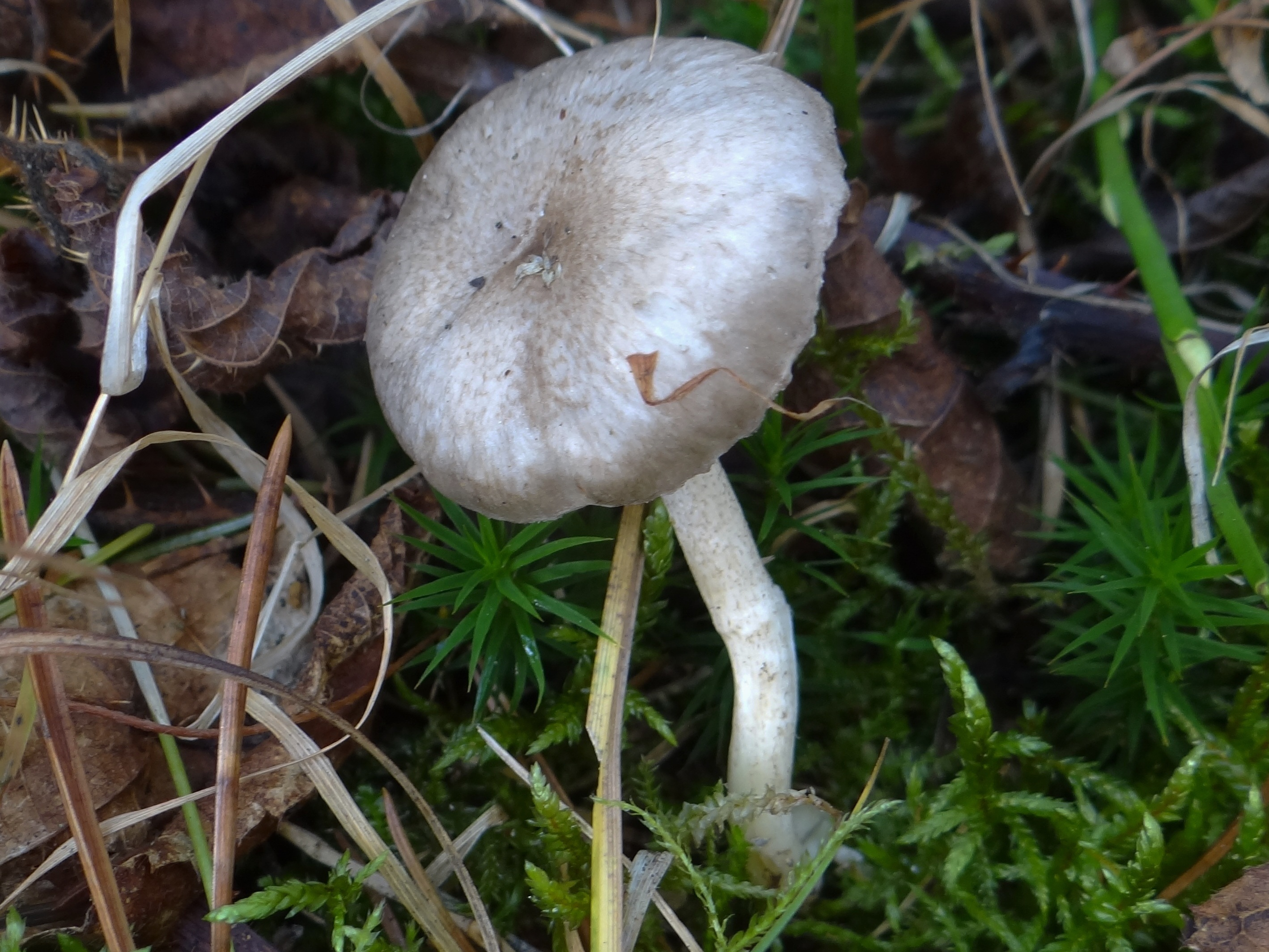
H. pustulatus G5 (3)]] mai slab dezvoltat
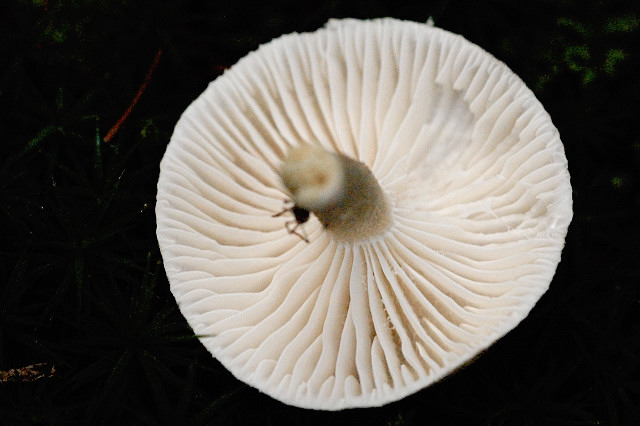
H. pustulatus, lamelele din apropiere
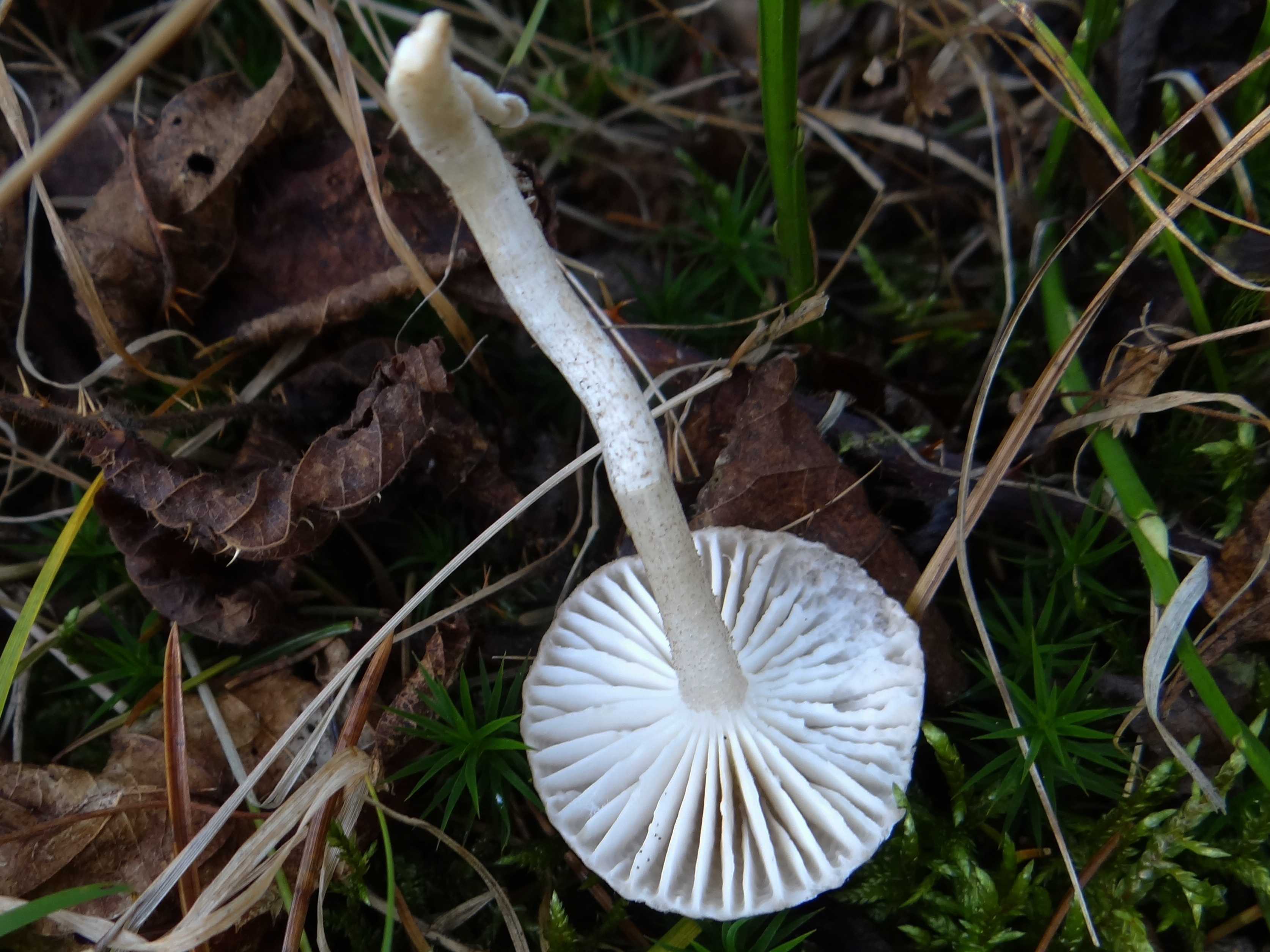
H. pustulatus, lamele și picior
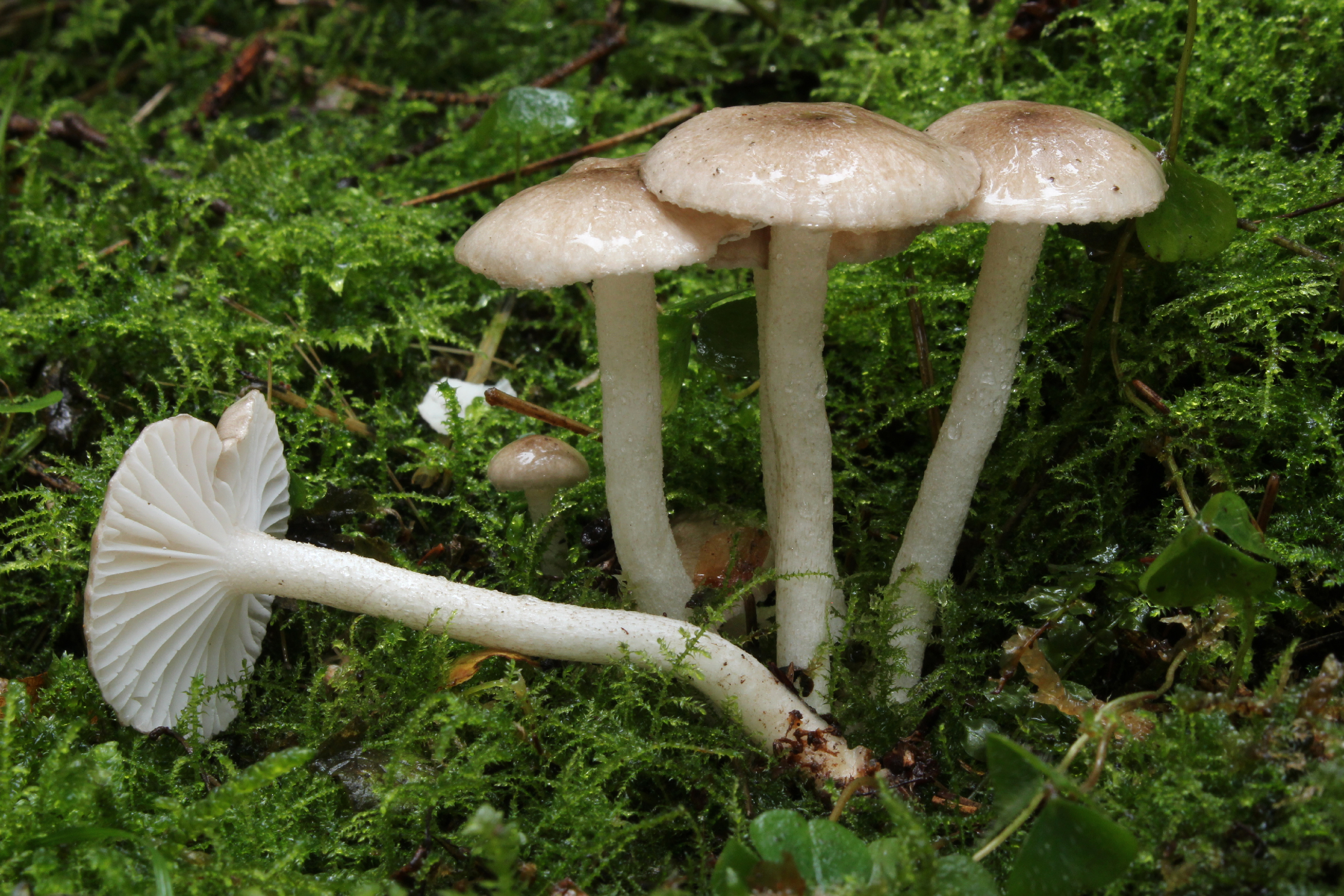
H. pustulatus, tufă la umezeală

## Confuzii
Hygrophorus pustulatus poate fi confundat de exemplu cu Hygrophorus agathosmus (comestibil), Hygrophorus  erubescens (comestibil),Hygrophorus hypothejus (comestibil), Hygrophorus nemoreus (comestibil, se dezvoltă în păduri de foioase) Hygrophorus olivaceoalbus (comestibil), Hygrophorus persoonii (comestibil) sau chiar și cu Hodophilus foetens sin. Camarophyllopsis foetens (necomestibil, miros extrem de sulf) + imagini, Clitocybe rivulosa (letală), și Lyophyllum connatum sin. Clitocybe connata sau Tricholoma inamoenum (necomestibil).

## Specii asemănătoare în imagini

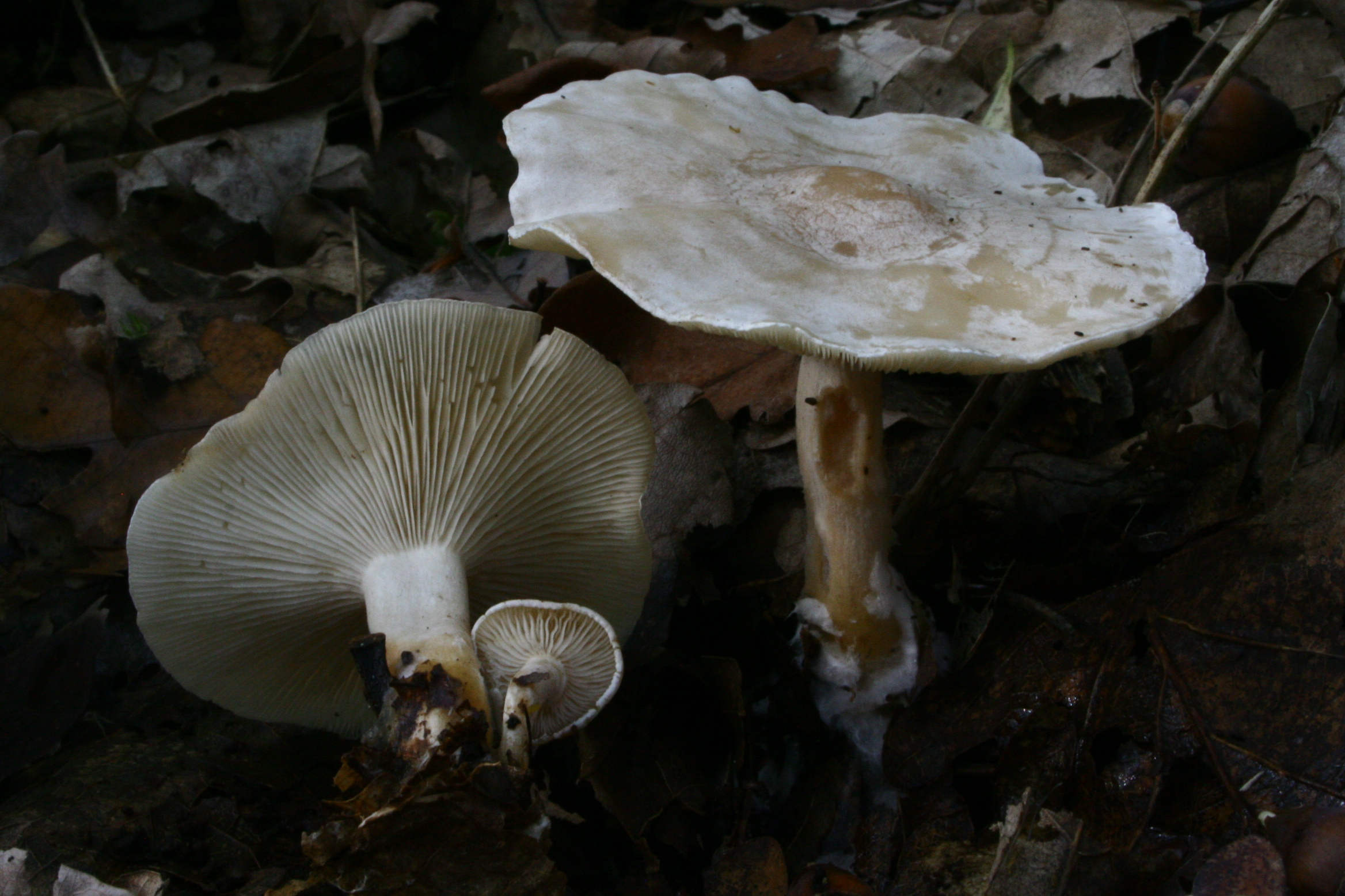
!!!Clitocybe rivulosa!!!
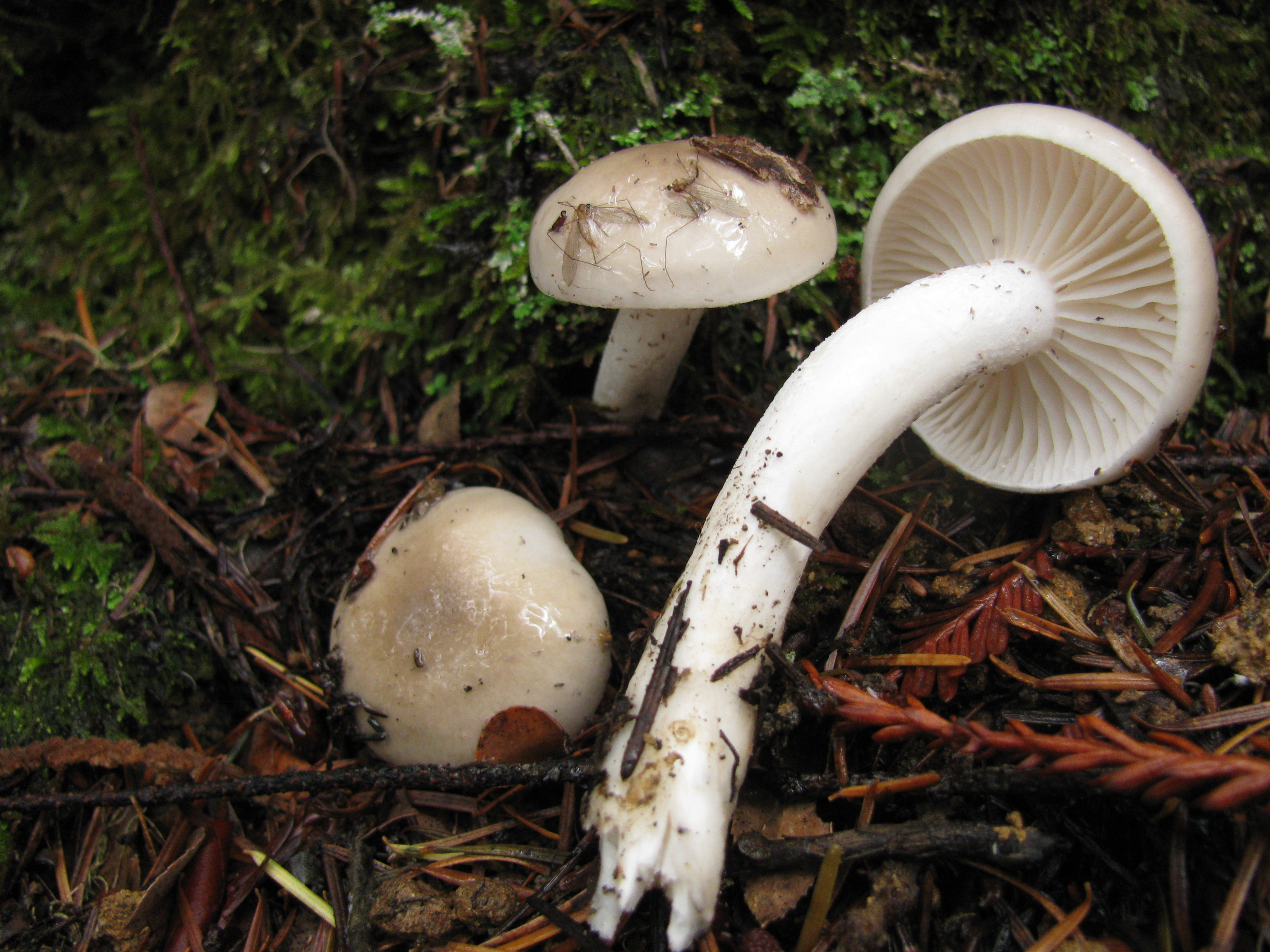
Hygrophorus agathosmus
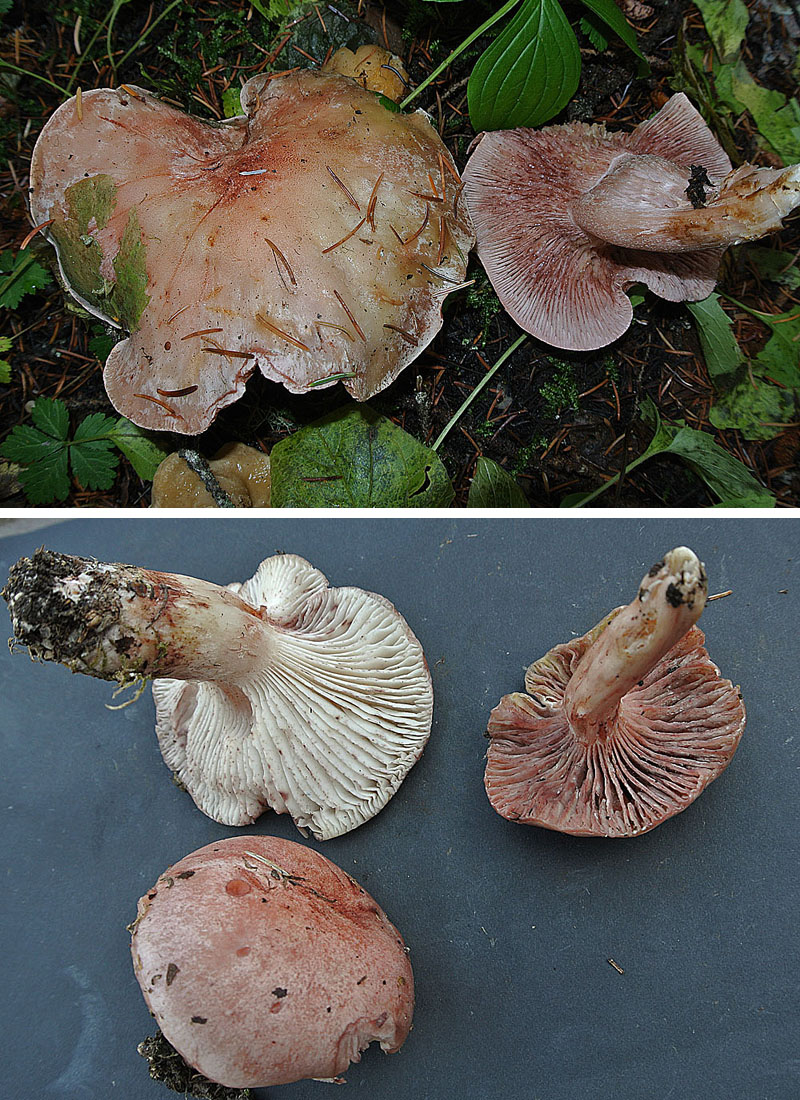
Hygrophorus erubescens
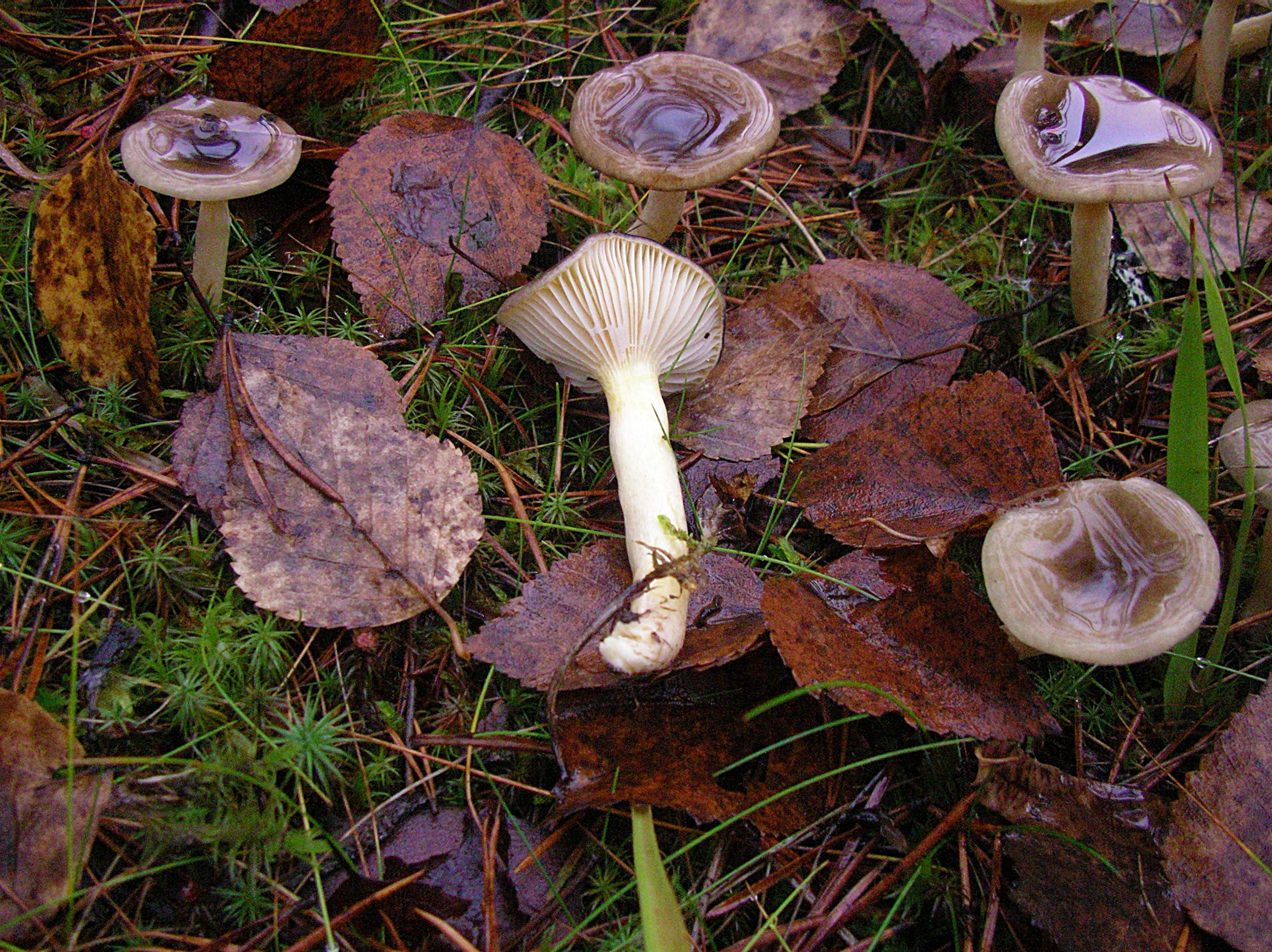
Hygrophorus hypothejus
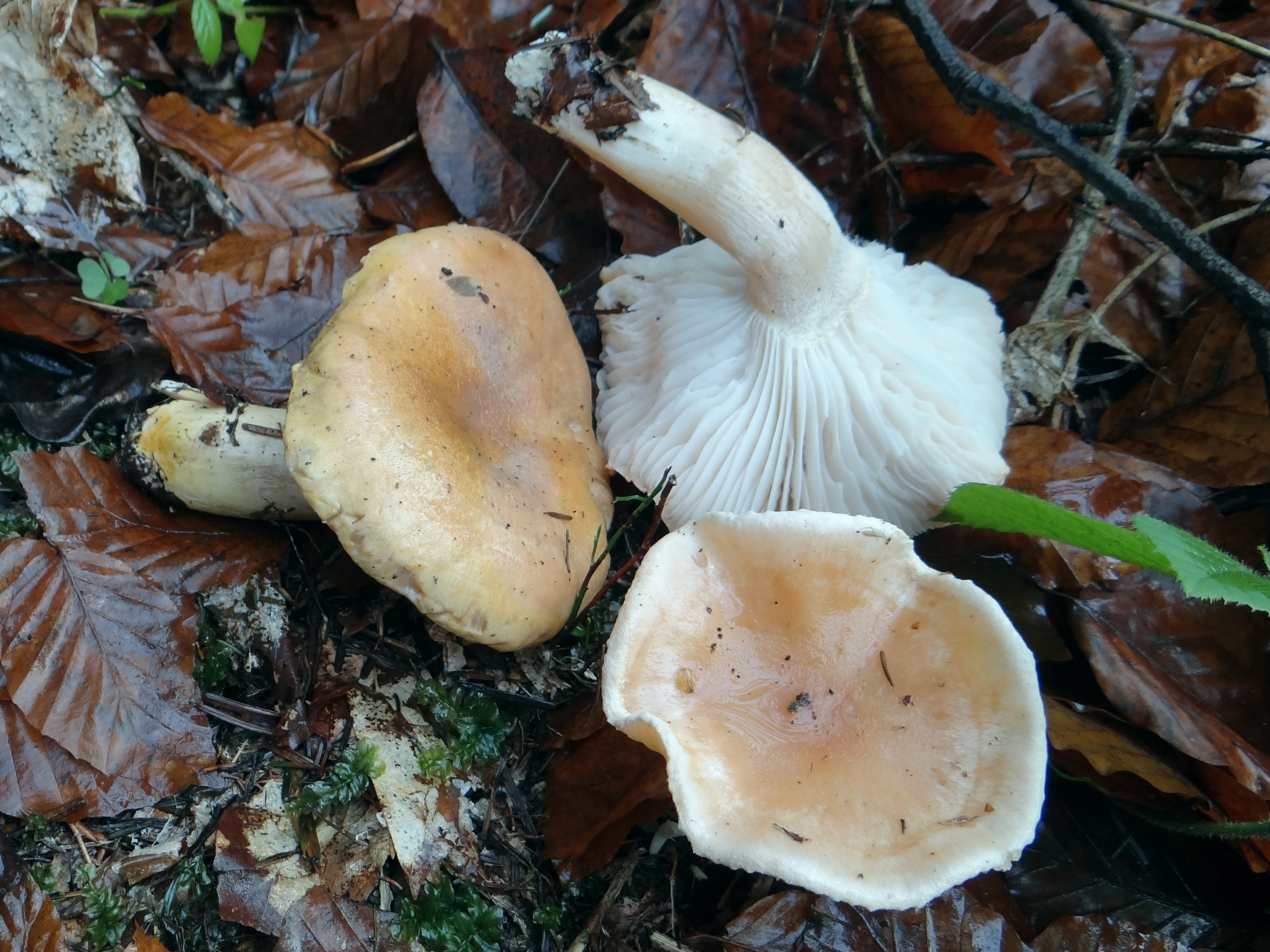
Hygrophorus nemoreus

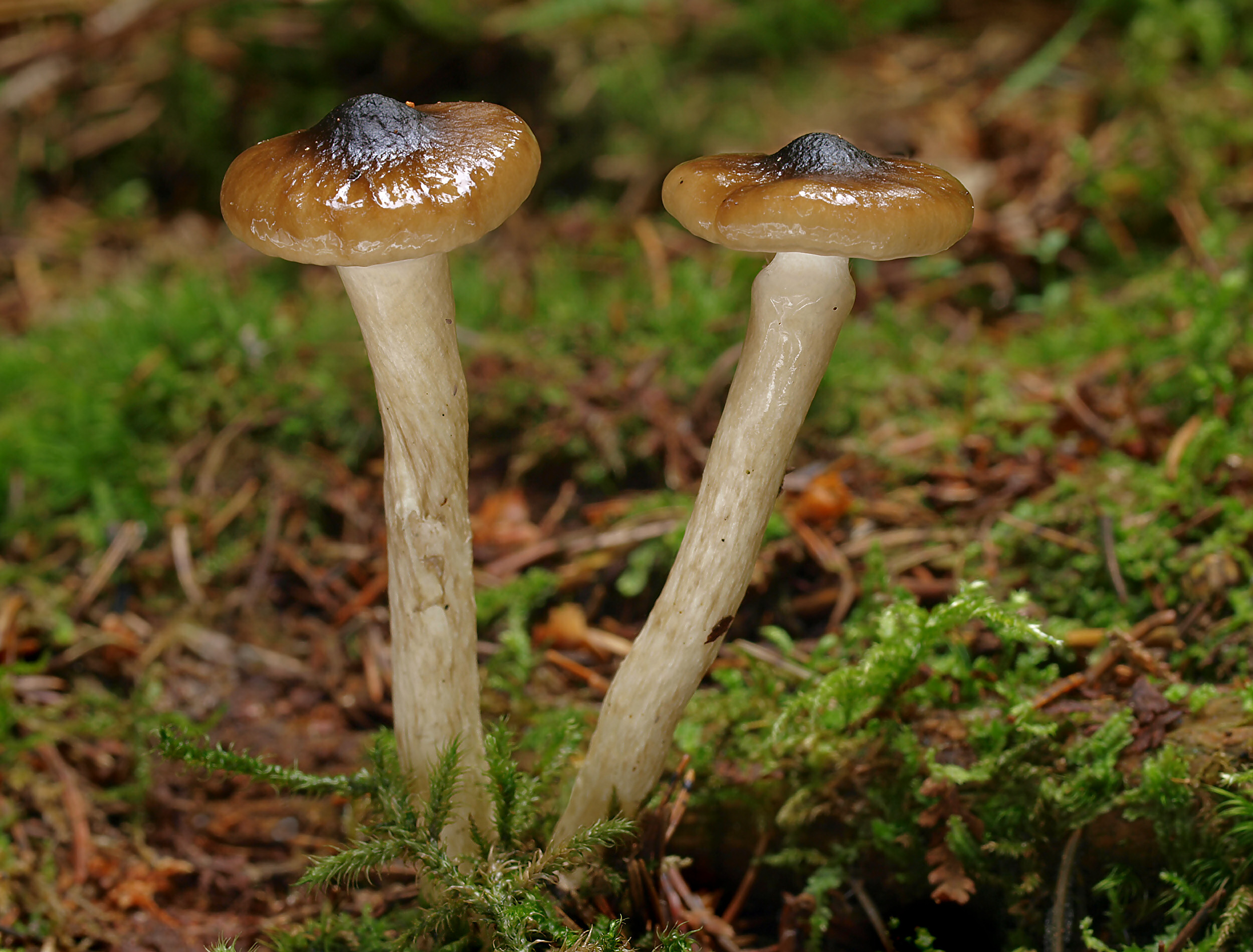
Hygrophorus olivaceoalbus
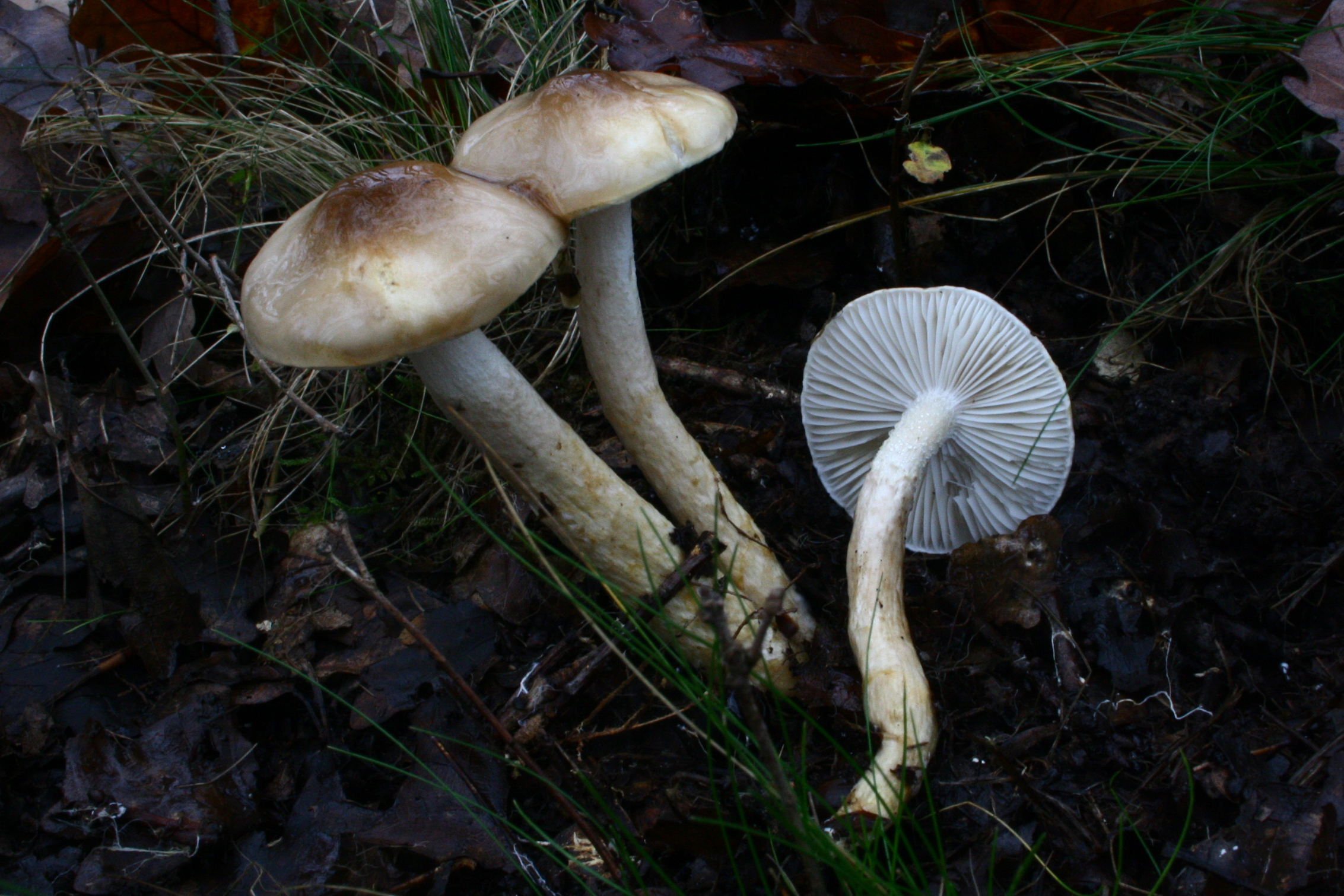
Hygrophorus persoonii
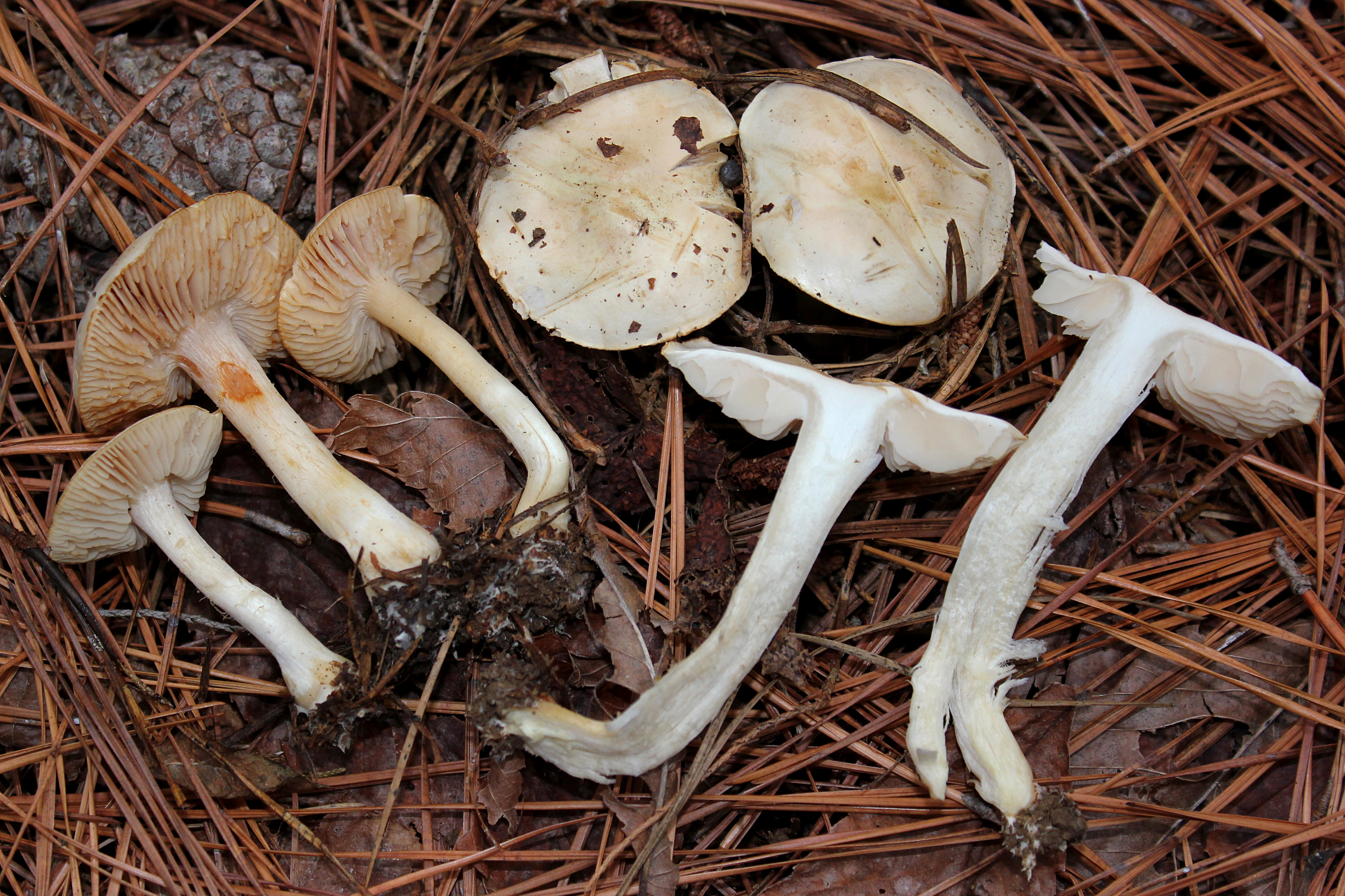
!Tricholoma inamoenum!

## Valorificare
În ciuda dimensiunilor sale destul de mici, Hygrophorus pustulatus merită să fie colectat, deoarece este o ciupercă comestibilă foarte bună. În Elveția poate fi vândută la piață.